# Geef het op
Geef het op is een nummer van Clouseau. Het was tevens het nummer waarmee ze België vertegenwoordigden op het Eurovisiesongfestival 1991 in de Italiaanse hoofdstad Rome. Daar werden ze zestiende, met 23 punten.

## Resultaat
| Plaats | Land      | Artiest       | Titel        | Punten |
| ------ | --------- | ------------- | ------------ | ------ |
| 15     | IJsland   | Stefan & Eyfi | Nina         | 26     |
| 16     | België    | Clouseau      | Geef het op  | 23     |
| 17     | Noorwegen | Just 4 Fun    | Mrs Thompson | 14     |